# ウクライナ危機
ウクライナ危機（ウクライナきき、ウクライナ語: Українська криза）とは、ウクライナにおける政治的・軍事的危機のことで、具体的には2003年からはじまるオレンジ革命、さらに2013年11月からのユーロ・マイダン革命からの国内政治の不安定化、そしてロシアが介入した2014年クリミア危機からロシアによるクリミアの併合以降の衝突、および、こうしたウクライナ情勢をめぐる欧米社会とロシアの対立などを指す。2021年末にはロシア連邦軍がウクライナ国境付近に集結して緊張を高めた。2022年2月24日にロシアはウクライナへの全面侵攻を開始した。ロシア・ウクライナ危機（ロシア・ウクライナきき、ロシア語: Российско-украинский кризис）ともいう。

## オレンジ革命からユーロ・マイダン革命まで
- トゥーズラの紛争 (2003)
- カセットスキャンダル（ウクライナ語版）
- オレンジ革命（2004年ウクライナ大統領選挙における政治的緊張)
- 2006年ウクライナ政治危機（ウクライナ語版）
- 2007年ウクライナ政治危機（ウクライナ語版）
- 2008年ウクライナ政治危機（ウクライナ語版）
- ユーロマイダン
- ウクライナ危機 (2013年-2014年)（ロシア語版）
- 2014年ウクライナ騒乱 (ユーロ・マイダン革命)

## クリミア危機 (2014-)
- 2014年クリミア危機
- ウクライナ紛争 (2014年-)
- ロシアのクリミア侵攻 (2014)
- ロシアによるクリミアの併合 (2014)
- 2014年ウクライナでの親ロシア派騒乱
- 2014年オデッサの衝突（ウクライナ語版）
- ドンバス戦争 (2014–)
- ケルチ海峡事件 (2018)
- ロシアとウクライナのサイバー戦争（ウクライナ語版）
- ロシア・ウクライナ教会戦争

## 2021-2022年のウクライナ危機
- ロシア・ウクライナ危機 (2021年-2022年)
- 2022年ロシアのウクライナ侵攻
- 2022年ロシアのウクライナ侵攻とアメリカ合衆国（英語版）
- 2022年ロシアのウクライナ侵攻と中華人民共和国（中国語版）
- 2022年ロシアのウクライナ侵攻へのチェチェンの関与
- 2022年ロシアのウクライナ侵攻に対する国際社会の反応
- 2022年ロシアのウクライナ侵攻による経済的影響
- 2022年ロシアのウクライナ侵攻に対する反戦・抗議運動
- 2022年ロシアのウクライナ侵攻に対するロシアでの反戦・抗議運動
- 2022年ロシアのウクライナ侵攻におけるウクライナの抵抗運動（ウクライナ語版）
- 2022年ロシアのウクライナ侵攻における戦闘序列
- 2022年ロシアのウクライナ侵攻における軍事衝突の一覧
- 2022年ロシアのウクライナ侵攻のタイムライン
- ロシアのウクライナ侵攻における戦争犯罪
- ロシアのウクライナ侵攻における性暴力
- 2022年ロシアのウクライナ侵攻における女性（ウクライナ語版）
- 2022年ロシアのウクライナ侵攻におけるクラスター爆弾の使用
- 2022年ロシアのウクライナ侵攻における白リン弾の使用
- 2022年ロシアのウクライナ侵攻へのベラルーシの関与（ベラルーシ語版）
- 2022年ロシアのウクライナ侵攻における民間人への攻撃（英語版）